# Iyuno
Iyuno, Inc.（株式会社アイユノ）は、エンターテインメント業界向けに字幕制作、翻訳、音声吹き替え等のローカライズ・サービスを提供するメディア企業。本社はカリフォルニア州バーバンクにあり、世界35か国にその他のオフィスや施設を構えている。日本支社は東京都中央区にあり、「Iyuno」のままか「Iyuno-SDI Group,Tokyo」もしくは「Iyuno-SDI Japan」でクレジットされることがある。日本支社は、韓国現地法人「株式会社IYUNO Global」が運営している。

## 歴史
別々に存在していた2つの翻訳サービス企業「SDI」と「Iyuno」が合併してできたものである。
1990年、スウェーデンのメディア企業であるモダン・タイムズ・グループは、Svensk Text（現:SDI Media）の過半数の株式を取得。その後、2004年にMTGはSDI MediaをWarburg Pincusに6000万米ドルで売却。2007年には、メディアおよびエンターテインメント企業への投資を主に行うプライベート・エクイティ・ファームであるElevation PartnersがSDI Mediaを買収。2008年、SDI Media Groupは字幕業界の競合他社であるVision textをAscent Mediaから買収。
2002年、韓国にてIyunoが設立された。映画字幕の翻訳サービスからスタートし、2012年に全機能をシンガポールに移管。OTTサービスブームの波に乗りながら事業を世界的に拡大していった。
2015年2月21日、日本のメディア親会社であるIMAGICAが住友商事およびクールジャパン基金と提携し、SDI Mediaを買収。
2018年10月、Iyuno Media Groupが日本に進出。ポストプロダクションスタジオ「東京テレビセンター」を買収し正式名称を「IYUNO STUDIOS（アイユノ・スタジオ）」に変更する。
2021年1月22日、Iyuno Media Groupは、IMAGICAからSDI Mediaの全株式を取得する契約を締結したことを発表。
2021年4月1日、SDI MediaはIyuno Media Groupに買収され、新会社「Iyuno-SDI Group」として設立。その後、2022年10月26日には「Iyuno」と改名された。
2024年8月、Iyunoは未確認の個人または組織による大規模なセキュリティ侵害を受けた。この侵害により、2024年および2025年に公開予定のNetflix関連の映画やシリーズが不正に流出し、SNSなどにリークされた。この出来事は、メディア業界におけるデジタルセキュリティとコンテンツ保護に関する懸念を高める結果となった。

## 担当作品
一部の作品は、東京テレビセンターとしてクレジットされている。日本のオリジナル作品をアメリカで吹き替えた作品については、英語版記事を参照。

### アメリカ作品の日本語吹き替え版

#### 映画 / アニメ映画
- スヌーピーシリーズ
  - スヌーピーとチャーリー（初代吹き替え版）
  - スヌーピーの大冒険 (初代吹き替え版)
- ミスター・ビーン（初代吹き替え版）
- ホーカス・ポーカス 2 ※Iyuno-SDI Japanと表記

#### シリーズ作品
- 人魚姫 マリーナの冒険
- レゴ モンキーキッド（Youtube）
- ラマ・ラマ（Netflix）
- トム・スコット（Youtube）※"Why don't subtitles match dubbing?"のみ
- プラウドファミリー（Disney+）※Iyuno-SDI,Tokyoと表記。
- ブリジャートン家（Netflix）

#### ゲーム
- リビッツ! ビッグ・アドベンチャー

### 日本オリジナル作品

#### 映画 / アニメ映画
- 天空の城ラピュタ
- 猫の恩返し
- ヱヴァンゲリヲン新劇場版:序
- ファイナルファンタジーVII アドベントチルドレン（制作協力：オムニバス・ジャパン）
- ハウルの動く城（制作協力：AVACO、東宝）
- 魔女の宅急便
- となりのトトロ
- ホーホケキョ となりの山田くん
- 海がきこえる
- 劇場版ポケットモンスター ミュウツーの逆襲（制作協力：HALF H·P STUDIO）
- 平成狸合戦ぽんぽこ
- 崖の上のポニョ
- 紅の豚
- もののけ姫
- サクラ大戦 活動写真（制作協力：スタジオごんぐ）
- 借りぐらしのアリエッティ
- 千と千尋の神隠し
- ゲド戦記
- 猫の恩返し
- 耳をすませば

#### テレビアニメ
- ゴールFH（制作協力：HALF H·P STUDIO）
- Mob Psycho 100（シーズン1 - 2、スペシャル）
- Serial experiments lain
- ソウルイーター
- サクラ大戦 轟華絢爛（制作協力：NTT Media Lab）
  - サクラ大戦（制作協力：スタジオごんぐ）

#### ゲーム
- ソニックと秘密のリング（制作協力：スタジオ・ユニ）
- ソニック ロストワールド